# RITA
RITA (también denominada NSC 652287) es una molécula de bajo peso molecular que actúa como inhibidor en la formación del complejo p53-MDM2. Sus siglas significan "Reactivation of p53 and Induction of Tumor cell Apoptosis" (RITA). Al disminuir esta interacción la p53 queda intacta, la cual induce la apoptosis de la célula. Además esta molécula está implicada en la acumulación de la p53 en células tumorales, función que sirve hoy en día en el tratamiento contra el cáncer, aunque aún sigue en campo experimental. Se obtiene en una pureza de más del 98%. Esta molécula debe ser almacenada a -20 °C y se puede mantener perfectamente estable en un periodo de 2 años. 

## Estructura molecular

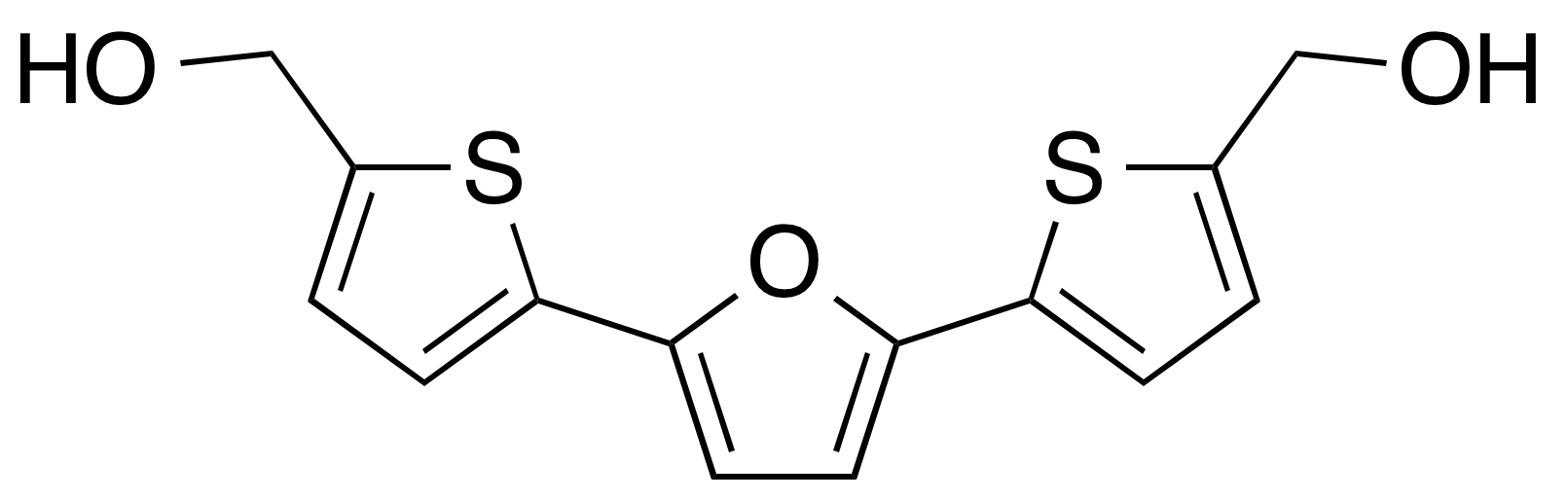
Estructura molecular de la RITA

La molécula RITA está compuesta por carbono, azufre, oxígeno e hidrógeno (C14H12O3S2), por lo que podemos observar su simplicidad y tamaño. Estructuralmente esta molécula se denomina según la IUPAC [2,5-bis(5-hidroximetil-2-tienil)furano].

## Actuación
La molécula RITA se une a la p53 por su terminal NH2 e induce su conformación activa, que tiene menor afinidad con sus reguladores negativos, como la MDM2. Es decir que la RITA previene la interacción entre la MDM2 y la p53 y hace que esta última se acumule en las células tumorales y de este modo puede conducir la apoptosis selectiva. El enlace entre la p53 y la RITA no se ve afectado ni por el tiempo ni por la temperatura.
La interacción de la proteína p53 con su regulador negativo MDM2, provoca que la primera quede desactivada y no realice correctamente su función. El uso de la RITA hace que se interrumpa esta interacción entre la p53 y el MDM2 debido a que esta molécula no-peptídica y de bajo peso molecular puede enlazarse con la p53, con la capacidad de incrementar el efecto anti-tumoral de la p53 "in vivo", actuando como un modulador alostérico e induciendo un cambio conformacional en la p53, cosa que la previene de enlazarse con la MDM2.
Se ha demostrado que esta molécula no tan solo puede enlazarse en la zona de interacción entre la p53 y la MDM2, sino que además es muy específica para esta unión, preferentemente se une a la zona hidrofóbica del lugar de unión de este dominio de transactivación. Se coloca horizontalmente en la cavidad, comportándose como un tapón y evitando de esta forma que la p53 interaccione con la MDM2.

## Ensayos y descubrimientos recientes
RITA es una molécula relativamente nueva: a lo largo del 2004 se descubrió y a partir de ahí las revistas clínicas más relevantes en el panorama actual empezaron a incluir artículos sobre RITA en sus publicaciones.
Nature medicine, en el 2004, publicó un artículo que describía un ensayo clínico en el que trataban dos muestras de células isogénicas (HCT116 y HCT116TP53) con proteína p53 en diferente estado. La primera muestra (carcinoma de colon) expresaba la p53, mientras que la otra muestra no expresaba dicha proteína (Small molecule RITA binds to p53, blocks p53–HDM-2 interaction and activates p53 function in tumors; Nature). Con un estudio posterior descubrieron un componente que suprimía el crecimiento de las células HCT116 y que inhibía ligeramente el crecimiento de las de la otra muestra (HCT116TP53). A este componente le decidieron llamar RITA. El artículo explica con gran detalle otras funciones de RITA (su actividad antitumoral, bloquea la ubiquitinización de la p53) y en sus conclusiones remarca la identificación de RITA así como todo el proceso de unión a la p53 para acumular esta proteína en la célula cancerígena facilitando así su destrucción.
En el 2010 la American Association for Cancer Research (Asociación Americana de Investigación sobre el Cáncer) publicó otro estudio (RITA Inhibits Multiple Myeloma Cell Growth through Induction of p53-Mediated Caspase-Dependent Apoptosis and Synergistically Enhances Nutlin-Induced Cytotoxic Responses). Éste trata sobre la función combinada de la RITA con otra molécula que tiene una función parecida, llamada “nutlin”, para actuar contra mielomas. Ambas moléculas se unen a la proteína p53, encargada de la inhibición y control de células tumorales. Los resultados proporcionan pruebas de que RITA induce la actividad citotóxica contra el mieloma por la activación de la vía de la p53. Además, se ha demostrado que RITA y “nutlin” en combinación producen una respuesta sinergística para matar las células del mieloma. Se demuestra por lo tanto que la combinación entre nutlin y RITA aumente la sensibilidad de la proteína p53 para el control y degradación de células de mieloma.
Recientemente, en mayo del 2011, Nature medicine divulgó otro artículo científico en el que RITA volvía a ser la protagonista. En este estudio, se explica que, en la mayoría de casos de cáncer, la inactivación de la p53 puede ser debido a una sobreexpresión de los inhibidores Hdm2 y HdmX o a una mutación (Abrogation of Wip1 expression by RITA-activated p53 potentiates apoptosis induction via activation of ATM and inhibition of HdmX; Nature medicine); pero las pequeñas moléculas que actúan como inhibidores Hdm2 no realizan la misma función para HdmX y, de esta manera, se impide la apoptosis mediada por la p53 de células cancerígenas. Los autores, llegados a este punto, revelan la existencia de una pequeña molécula llamada RITA capaz de reactivar la p53 y que además conduce a una degradación eficaz de HdmX en células tumorales.

## Aplicaciones clínicas
Los resultados de los estudios ya llevados a cabo demuestran que la molécula RITA puede tener efecto en el tratamiento de cánceres y tumores.
Se ha demostrado la eficacia de la RITA en la detención y eliminación de varios tumores sólidos como el de colon, el de mama, el carcinoma cervical, y pulmonar, osteosarcoma, y el carcinoma de células renales. Así mismo, se ha demostrado su eficacia en la inhibición de la proliferación de mielomas y de leucemias de la RITA combinada con “nutlin”.
Todo esto llevará, probablemente, a desarrollar fármacos y tratamientos para la cura del cáncer y otras células tumorales.